# Tallián József
Tallián József (Lovászpatona, 1728. augusztus 10. – Pannonhalma, 1783. december 19.) bencés szerzetes, áldozópap.

## Életpályája
1748. november 19-én ünnepélyes szerzetesi fogadalmat tett, 1755. december 21-én szentelték fel. Jeles egyházi szónok és alperjel volt Pannonhalmán, később Bakonybélben és Dömölkön; visszatérve Pannonhalmára gazdasági igazgatóként és pénztárnokként munkálkodott.
Több egyházi szónoklati munka szerzője.